# Simple Twist of Fate
Simple Twist of Fate è una canzone del cantautore statunitense Bob Dylan pubblicata nel suo album in studio del 1975 Blood on the Tracks.

## Versioni
La prima versione di Simple Twist of Fate è stata realizzata da Joan Baez per l'album Diamonds & Rust del 1975. Il testo della canzone interpretata da Baez differisce un po' dalla prima versione di Dylan.
L'ultima strofa nella versione originale dice infatti:
To know and feel too much within. 
I still believe she was my twin, but I lost the ring. 
She was born in spring, but I was born too late 
Blame it on a simple twist of fate.»
un sapere ed un sentire esagerato.
Io ancora credo che lei fosse la mia gemella, ma ho perduto l'anello. 
Lei nacque in primavera, ma io nacqui troppo tardi
diamo la colpa ad un semplice scherzo del destino»
(Bob Dylan, Simple Twist of Fate)

mentre la versione di Joan Baez (come quella di Dylan in The Bootleg Serie Vol. 5: Bob Dylan Live 1975, The Rolling Thunder Revue) finisce con:
To know too much for too long a time
She should have caught me in my prime
She would have stayed with me 
Instead of goin' back off to sea
and leavin' me to meditate
Upon a simple twist of fate.»
sapere troppo per così tanto tempo
Avrebbe dovuto incontrarmi nella mia primavera
Sarebbe rimasta con me 
invece di partire verso il mare 
e lasciarmi a meditare
su un semplice scherzo del destino»
A posteriori, la canzone sarebbe stata reinterpretata da numerosi artisti, tra i quali figurano la Jerry Garcia Band nell'album del 1991 Jerry Garcia Band, Nacho Vegas, che ha realizzato una versione in spagnolo di questa canzone denominandola Un Simple Giro del Destino, i Concrete Blonde nell'album del 1994 Still in Hollywood, Bryan Ferry in Dylanesque e Jeff Tweedy nella colonna sonora del film Io non sono qui.

## Curiosità
- Nel marzo del 2009, durante un'intervista concessa alla televisione nazionale del Cile, il vocalist dei Radiohead, Tom Yorke, ha dichiarato che la canzone di un altro artista che gli sarebbe piaciuto comporre è Simple Twist of Fate.[1]